# California Aqueduct

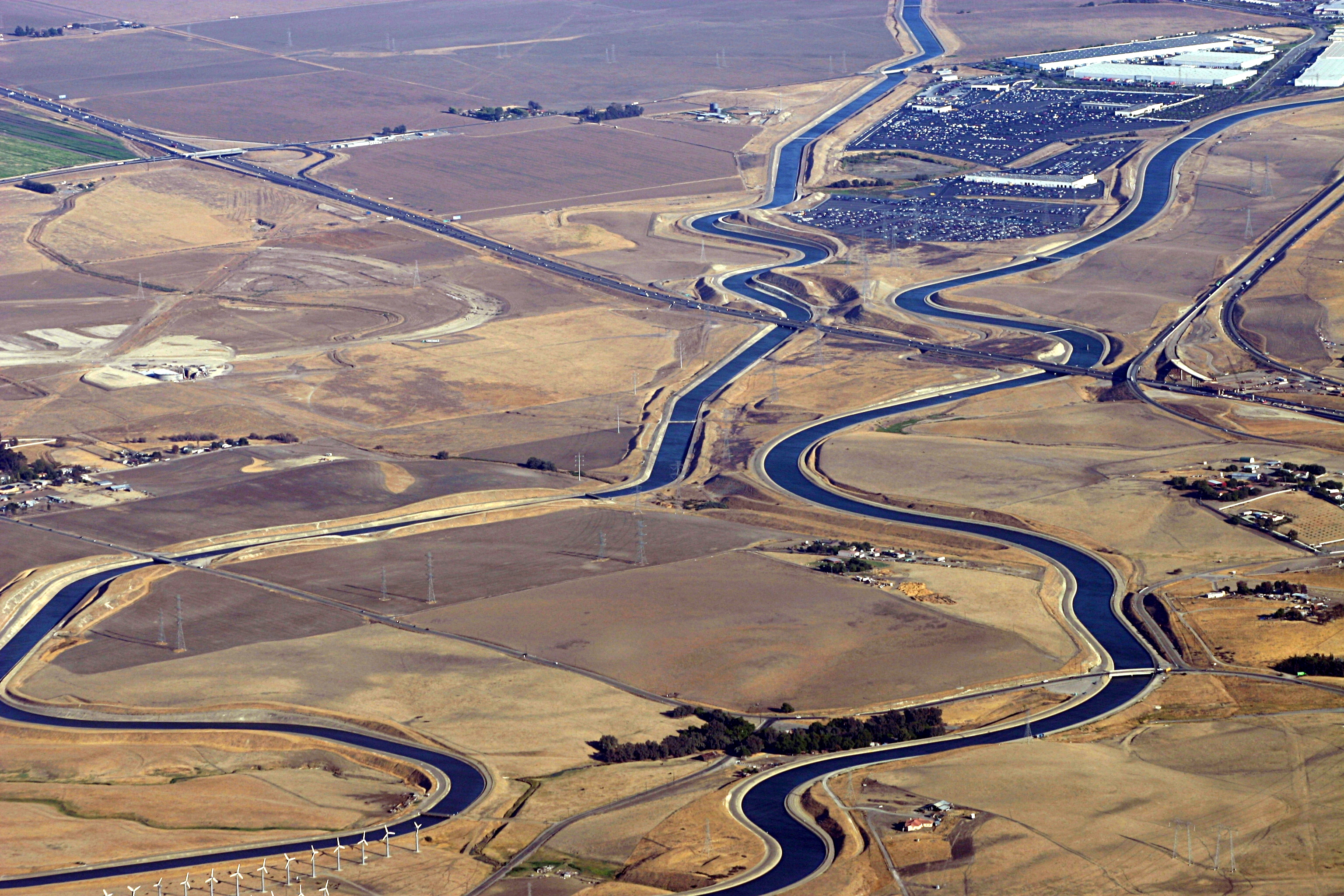
Abschnitt des California Aqueduct mit Kreuzung der California Interstate 205

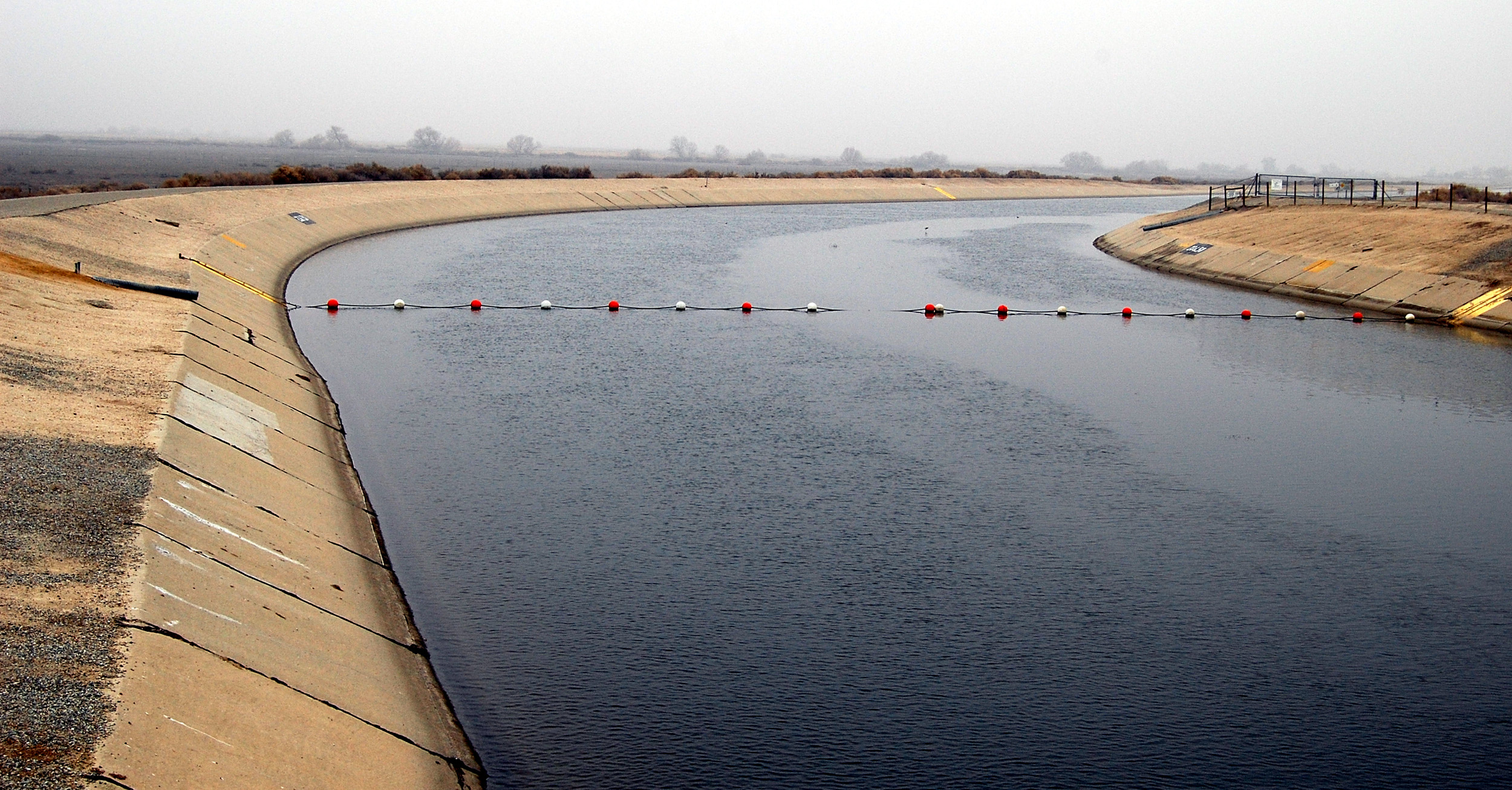
California Aqueduct nahe dem Ort Tupman

Das California Aqueduct, offiziell als Governor Edmund G. Brown California Aqueduct bezeichnet, ist ein Bewässerungssystem und Kombination mehrerer Wasserversorgungsbauwerke im US-Bundesstaat Kalifornien. Es ist Teil des California State Water Project und besteht aus einer Kombination von Kanälen, Tunneln und Pipelines, sowie mehreren Pumpwerken. Das Ziel besteht darin, Wasser aus dem Gebirgsgebiet der Sierra Nevada in Nordkalifornien in den trockeneren Raum von Südkalifornien zu leiten. Das California Aqueduct wird vom Department of Water Resources (DWR) betrieben. Die Arbeiten dazu begannen 1963 und der letzte Abschnitt Coastal Branch, das Ende der Leitung ist in mehrere Verteilungabschnitte aufgegliedert, wurde 1997 fertiggestellt.
Das Kanalsystem beginnt am Sacramento-San Joaquin River Delta und endet nach 1129 km Länge in Südkalifornien in folgenden drei Endzweigen:
- West Branch: Castaic Lake, 34° 35′ 14,6″ N, 118° 39′ 24,8″ W
- East Branch: Silverwood Lake, 34° 18′ 12,4″ N, 117° 19′ 11,7″ W
- Coastal Branch: Lake Cachuma, 34° 35′ 12,0″ N, 119° 58′ 51,5″ W

Der California Aqueduct Bikeway war in den 1970er Jahren mit 172 km der längste asphaltierte Radweg in Kalifornien. Er war als ein Teil des Kanalsystems ausgeführt und führte von Quail Lake zu dem Silverwood Lake in den San Bernardino Mountains. Er wurde im Jahr 1988 aus Sicherheitsgründen und ungeklärten Haftungsfragen geschlossen.